# Jan Versor
Jan Versor či Jean Versor (latinsky: Johannes Versoris, francouzsky Jean Letourneur) byl francouzský dominikán a postglosátor Aristotela, Tomáše Akvinského a Petra Hispánského. Byl ovlivněn tomismem a albertismem. 

## Život
Přesné informace o jeho životě se nedochovaly. Narodil se zřejmě kolem roku 1410 a zemřel po roce 1482. Na titulních stranách svých knih je označován přízviskem Magister. Roku 1458 byl rektorem pařížské univerzity, předtím vyučoval na gymnáziu v Kolíně nad Rýnem.

### Názorová škola
Jeho zařazení k určitému názorovému proudu je problematické. V minulosti byl Versor považován za tomistu, neboť jeho glosy se v mnoha místech doslova překrývají s Tomášem Akvinským. Dnešní převládající názor ale zastává pozici, že Jean Versor nebyl ani tomista, ani albertista. Versor byl ve své době vnímán jako autorita svého druhu, přičemž svým vlivem a názorovým rozkročením napomáhal diskurzu a mediaci mezi oběma myšlenkovými školami. Jelikož Versorovy knihy byly tištěny v Kolíně nad Rýnem, jeho odkaz měl vliv od Francie přes Německo po Dánsko.  

### Vliv v Praze
Po skončení husitských bouří se stal Jan Versor skrze svá díla vlivnou autoritou na Pražské univerzitě, kde jeho přehledné a umírněné komentáře skvěle posloužily k rekonstrukci výuky. Udává se, že mimo Paříž byla Praha druhým nejranějším místem obliby Versorových děl.

## Dílo
Největší část jeho díla tvoří glosy k Aristotelovi. Za nejvlivnější dílo jsou považovány jeho Quaestiones super libros ethicorum Aristotelis. Taktéž napsal glosy k Summulae logicales od Petra Hispánského a De ente et essentia od Tomáše Akvinského. 